# Pařížský salát

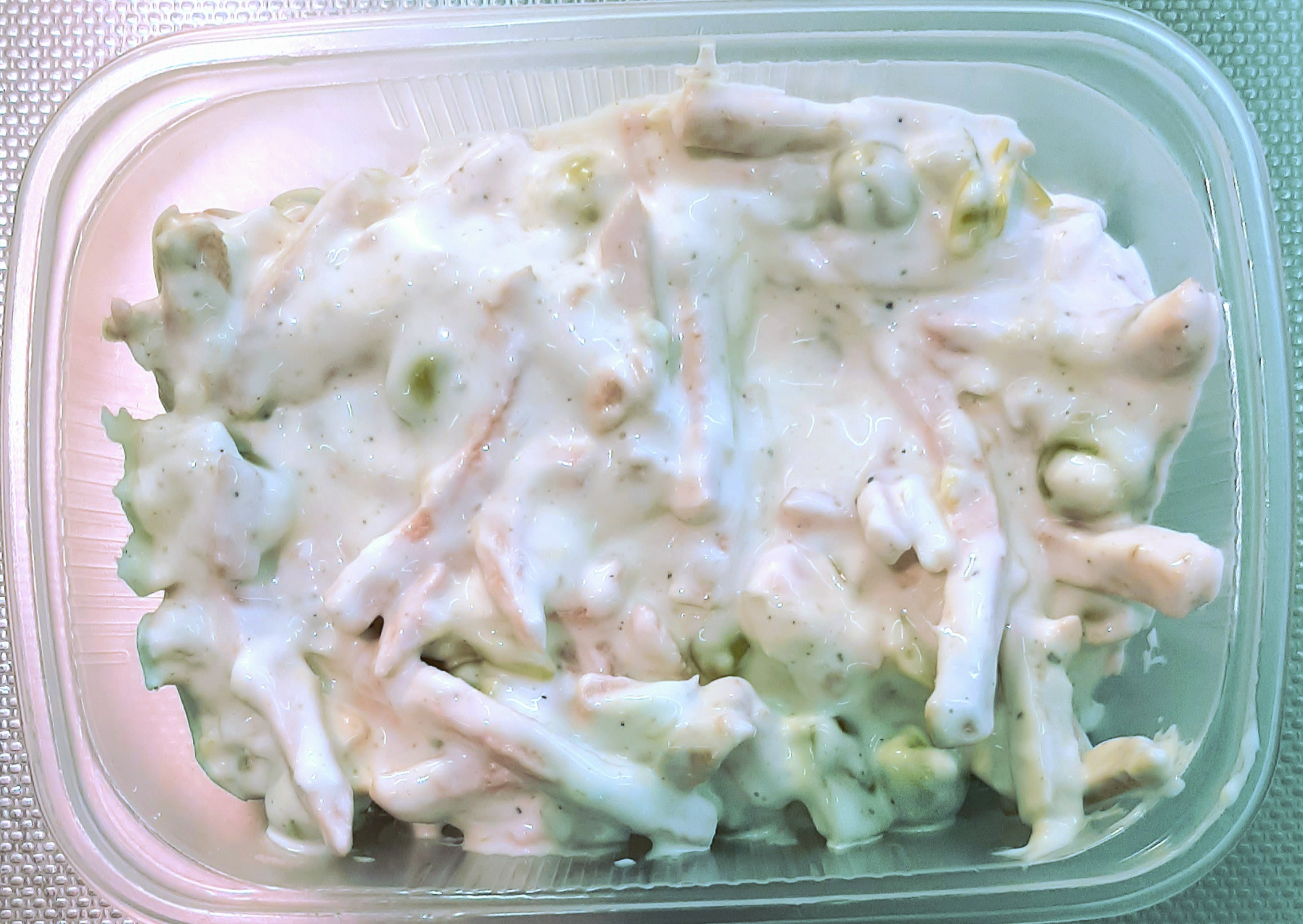
Pařížský salát

Pařížský salát je druhem salátu, který má v různých zemích různé složení.
V bývalém Československu se jednalo a i v současnosti se jedná o druh salátu, vyráběného z pařížského či jiného měkkého salámu, sladkokyselých sterilovaných okurek, cibule, sterilovaného hrášku, majonézy, hořčice, soli, mletého pepře, worcesteru, octa a cukru.
Po zrušení závazných potravinářských norem počátkem 90. let 20. století začali výrobci šetřit na kvalitních surovinách, takže součástí tohoto výrobku jsou mnohdy nekvalitní měkké salámy s minimem masa, příp. i bez masa, nekvalitní majonézy, místo okurek se přidává levnější cuketa, apod. I proto se vyrábí pařížský salát také podomácku.